# Стеван Баковић
Стеван Баковић (Ожеговац, 1794—Сарајево, 1893) у народу познат као Прота Баковић је био свештеник Српске православне цркве, који је највећи период свештеничког службовања провео у Сарајеву. Спада у ред најзаслужнијих људи за изградњу Саборне цркве у Сарајеву, чије темеље је лично освештао. У народу је био цијењен и поштован, а његова смрт је представљала велики губитак за српску чаршију у тадашњем Сарајеву. Сарајлије су га сматрале за ријетко племенитог и узвишеног човјека, правог и истинског родољуба, челик-карактера и узор свештеника српској цркви и српском народу.

## Биографија
Прото Стеван Баковић је рођен 1794. године у селу Ожеговац у Херцеговини, у православној породици, од оца Продана и мајке Анђелије. У родном селу Севан није провео много времена, јер му се породица недуго након његовог рођења преселила у село Црљенице које данас припада општини Пљевља. Након напуњених десет година, око 1804. године родитељи су га одвели у Манастир Света Тројица како би започео школовање, код тадашњег митрополита херцеговачког Јеремије. 1812. године Стеван се оженио са Јелком, кћерком Тривка Зеца из Фоче, и одлучио да остатак живота посвети свештеничком позиву. Наредне године, спремао се за свештенички чин, а са женом је наставио да живи у манастиру Свете Тројице.
Године 1813. по први пут долази у Сарајево, гдје га 28. и 29. јуна по старом календару тадашњи митрополит Венијамин рукоположује за свештеника. У Сарајеву је службовао двије године, нако чега одлази у обилазак родбине у Пљевљима, одакле одлази у Србију, гдје је Милош Обреновић подигао устанак. Позив кнеза Милоша да остане активан у устанку, одбио је због изненадне болести, када се враћа у Манастир Света Тројица, гдје остаје до изљечења. Свештеничку дужност је кратко вријеме обављао у Стоцу, а затим у Дувну, све док га митрополит дабробосански Ванијамин око 1823. године не постави за сталног пароха у Сарајеву, при Старој цркви. Године 1840. владика Амвросије рукоположио га је у чин проте. За вријеме проте Стевана, у дабробосанској митрополији се промијенило дванаест владика. Године 1882. именовао га је Краљ Милан, за почасног члана конзисторије, а митрополит Сава Косановић га је, првог међу свим протама одликовао напрсним крстом.
Године 1862. постављен је темељ за изградњу Саборне цркве у Сарајеву, у чему је велика била заслуга проте Баковића. На освјештење темеља тада су стигли гувернер валија, сва турска господа и везирова пратња. О везировом трошку разапети су шатори, а сарајевска општина је приредила слатко шербе, колаче и црну каву. Када је сишао у темељ цркве прото Стеван Баковић са крстом у руци и водицу осветио, везир и сви муслимани и владика са свештенством стоје више проте, а прото шест метара у земљи свети темељ и први камен и меће новце и повеље писма да се зазида у темељ.
До своје дубоке старости, све до 1887. године, прото Баковић је вршио свештеничку дужност, када му се вјерни народ, градска управа и православна општина сарајевска одужују, тако што му додјељују доживотну пензију у износу од седамдесет форинти мјесечно. Иако већ у пензији, тада већ стари прото је долазио у цркву и држао службе све до 1890. када је сасвим обнемогао и пао у постељу.
Прота Стева Баковић је са супругом поживио седамндесет шест година, а упокојио се 9. априла 1893. предвече, по старом календару.

## Улица
У старом језгру Сарајева, на Башчаршији, у непосредној близи Старе православне цркве једна од улица је понијела назив по Проти Баковићу.